# Ponticelli Frères
 (octobre 2019).
Si vous disposez d'ouvrages ou d'articles de référence ou si vous connaissez des sites web de qualité traitant du thème abordé ici, merci de compléter l'article en donnant les références utiles à sa vérifiabilité et en les liant à la section « Notes et références ».
Ponticelli Frères est une entreprise française de montage/levage, de tuyauterie industrielle/chaudronnerie et de mécanique/usinage fondée en 1921 dans la région parisienne par trois frères originaires d'Italie, Céleste, Bonfils et Lazare Ponticelli. 
Son siège est situé place des Alpes à Paris (13e arrondissement). Ses services centraux sont à Émerainville (Seine-et-Marne, Île-de-France) sur le site de Malnoue.

## Chiffre d'affaires
Présent en France et à l’international, notamment au travers de ses filiales en Angola, au Gabon et au Nigeria, le groupe emploie 4 000 salariés dans le monde, pour un chiffre d’affaires de 800 millions d’euros.

### Chiffre d'affaires par marché
- Pétrole & Gaz Amont : 53 %
- Pétrole & Gaz Aval : 24 %
- Production d’énergie : 15 %
- Autres industries et infrastructures : 8 %